# Johannes Nikolaus Tetens

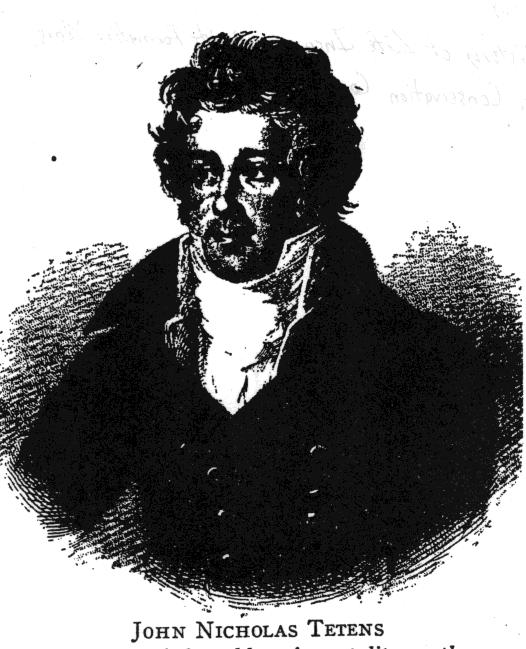

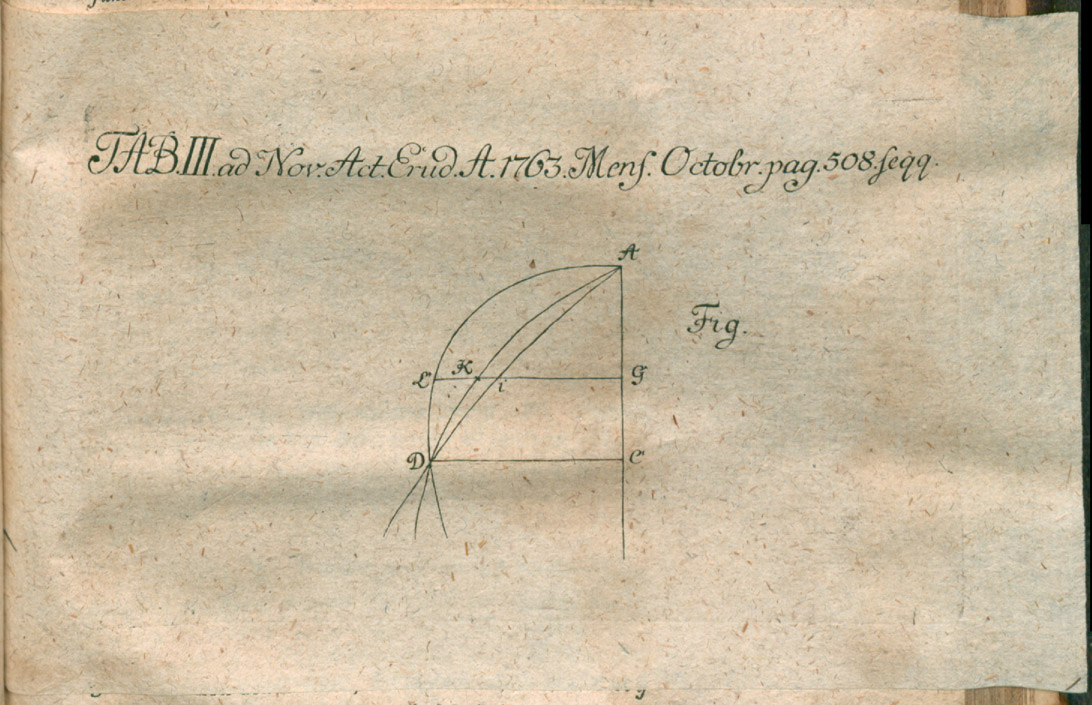
Methodus inveniendi curvas... (Acta Eruditorum, 1763)

Johann Nikolaus Tetens (16 de septiembre de 1736, Tetenbüll, Schleswig-Holstein, - 14 de agosto de 1807, Copenhague) fue un filósofo, físico, matemático, científico, profesor universitario, funcionario y estadista danés, de lengua danesa, alemana, latina; y cultura europea y germana. Perteneció al movimiento paneuropeo de la Ilustración.

## Vida
Nació en Tetenbüll el 16 de septiembre de 1736. Y murió en Copenhague el 14 de agosto de 1807. Hijo de Jacob Tetens (1713-1762), de ascendencia danesa, y de Martje Claußen (1707-1790), de ascendencia holandesa. En 1740 la familia se mudó a Tönning, y Tetens estudió allí en la escuela pública y en la escuela de latín. Como alumno destacado, leyó el discurso de despedida de su clase de latín en 1755: Si los estudios seculares son perjudiciales y contrarios a la religión y al temor a Dios. Por lo que puede inferirse que fue educado en un ambiente de cultura religiosa y liberal, probablemente en contacto con la cultura de la Ilustración de vanguardia. Luego, aunque se les aconsejaba ir a Copenhague, se dirigió a Rostock, en el ducado de Mecklemburgo-Schwerin, y se inscribió en la facultad de teología de la célebre Universidad de esta ciudad (1755-1756). Ante la imposibilidad de seguir aquí la carrera de pastor luterano, se dirigió a Copenhague y se inscribió en la Universidad de esta otra ciudad, donde estudió física, matemática y filosofía (1757-1758). Y aquí recibió la influencia de notables pensadores, sobre los cuales aún se ha considerado poco. En una ocasión se refirió a Copenhague como "su casa", pero en esta época se expresaba y pensaba principalmente en latín y en alemán. Luego volvió a Rostock para concluir aquí sus estudios de física y filosofía (1758-1759), y se doctoró en 1760 con una dissertatio physica: Sobre la causa del color azul de los cielos, después de haber adquirido el grado de magister en filosofía en 1759. 
Tras una época convulsa debida en parte a la Guerra de los siete años, parte de la Universidad de Rostock se trasladó a Bützow. Entonces Tetens presentó su solicitud ante el duque de Mecklemburgo en 1760 para dictar los cursos de física y filosofía en la nueva Academia de Bützow, que el duque Federico II (el Piadoso) acababa de fundar, y empezó a dictar allí desde octubre de ese año. En 1763 fue nombrado profesor de Física. En 1765 se hizo cargo del rectorado del Paedagogium, el gimnasio preparatorio para la Academia. Y fue rector de la Academia de Bützow de 1766 a 1767, y más adelante también.
Durante esos años, escribió tratados y breves ensayos sobre diversos temas, que iban desde las razones del retraso de la metafísica en relación con las otras ciencias (la matemática en particular), a las pruebas más importantes sobre la demostración de la existencia de Dios, pasando por algunos estudios sobre las inclinaciones de los seres humanos, un par de ensayos sobre los principios y la utilidad de las etimologías, otro más amplio sobre el origen del lenguaje,  el principio de mínima acción de Pierre Louis Moreau Maupertuis, y sobre cómo protegerse de los rayos durante una tormenta.
Después acudió a la llamada a la Universidad de Kiel, donde enseñó, desde 1776, Matemáticas y Filosofía. Tetens se hizo miembro de la Real Academia de las Ciencias en Alemania y también, en 1787, de la Sociedad Danesa de las Ciencias. 
Pero en 1789 interrumpió su carrera académica y se estableció en Copenhague. Allí entró en el servicio público y pasó de asesor en el Finanzcollegium a director de la Finanzkassendirektion. En 1790 recibió el nombramiento de consejero de Estado (Etatsrat), en 1792, el de consejero efectivo de Estado (Wirklicher Etatsrat) y después el de consejero de conferencias (Konferenzrat). Llegó a ser (1803) codirector del Banco Real de Dinamarca, de la Caja de Pensiones, de la Caja de Pensiones para Viudas y el Instituto de Suministros de Copenhague.
En esta última época, se interesó mucho más en la matemática pura y a un tipo distinto de la matemática aplicada que lo había ocupado antes. Su interés en el álgebra de polinomios procedía de su pertenencia a la escuela combinatoria alemana de Carl Friederich Hindenburg, Christian Kramp y otros. Su obra de matemáticas aplicadas se concentró en las matemáticas actuariales.
El libro Einleitung zur Brechnung der Leibrenten und Anwartschaften, publicado en Leipzig en 1785 (Parte I) y 1786 (Parte II) fue un hito de la ciencia actuarial. Contiene una extensa síntesis de la obra previa sobre el tema, desde la tabla de mortalidad de Edmund Halley hasta las Observations on reversionary payments de Richard Price. Los actuarios le reconocen por haber presentado la primera medida de riesgo (el Risico der Casse); además, ofrece ciertos atisbos de la estadística matemática: utilizando una aproximación de la distribución binomial, Tetens intentó computar el nivel de confianza de un procedimiento de muestreo dado.

## Pensamiento
Tetens fue influido por Christian Wolff y después por John Locke y el empirismo inglés. Era uno de los más destacados en Alemania a la hora de manejar los trabajos de David Hume. Gracias a su posición fenomenalista, ejerció un considerable influjo sobre Immanuel Kant (quien, a su vez, había influido sobre Tetens con su Disertación inaugural de 1770). Durante su trabajo en la Crítica de la razón pura, el libro de Tetens estaba siempre en el escritorio de Kant. La terminología de Kant, que pareció completamente innovadora para sus contemporáneos, estaba en parte marcada por el sello de Tetens.
Emprendió la tarea de llevar a cabo un «análisis psicológico del alma» según métodos propios de las ciencias naturales. Quería determinar las facultades de alma, siendo el primero en establecer las distinciones de pensamiento, sentimiento y voluntad.
Sus trabajos sobre filosofía del lenguaje alcanzaron un alto grado de reconocimiento. Tetens publicó numerosos escritos en el campo de las Matemáticas, la Física, la Jurisprudencia, Psicología y Filosofía. Pasa por ser uno de los más significativos representantes de la Ilustración alemana.
Su obra principal son los Ensayos filosóficos sobre la naturaleza humana y su desarrollo (Philosophische Versuche über die menschliche Natur und ihre Entwickelung) (1777), que ya por el título recuerdan a la obra principal de Hume, Tratado de la naturaleza humana; sus contemporáneos tenían a Tetens como el «Hume alemán».
En esta obra intentaba enlazar el empirismo de Hume con la filosofía académica alemana (Leibniz y Wolff), una intención que compartía con Kant.

## Literatura

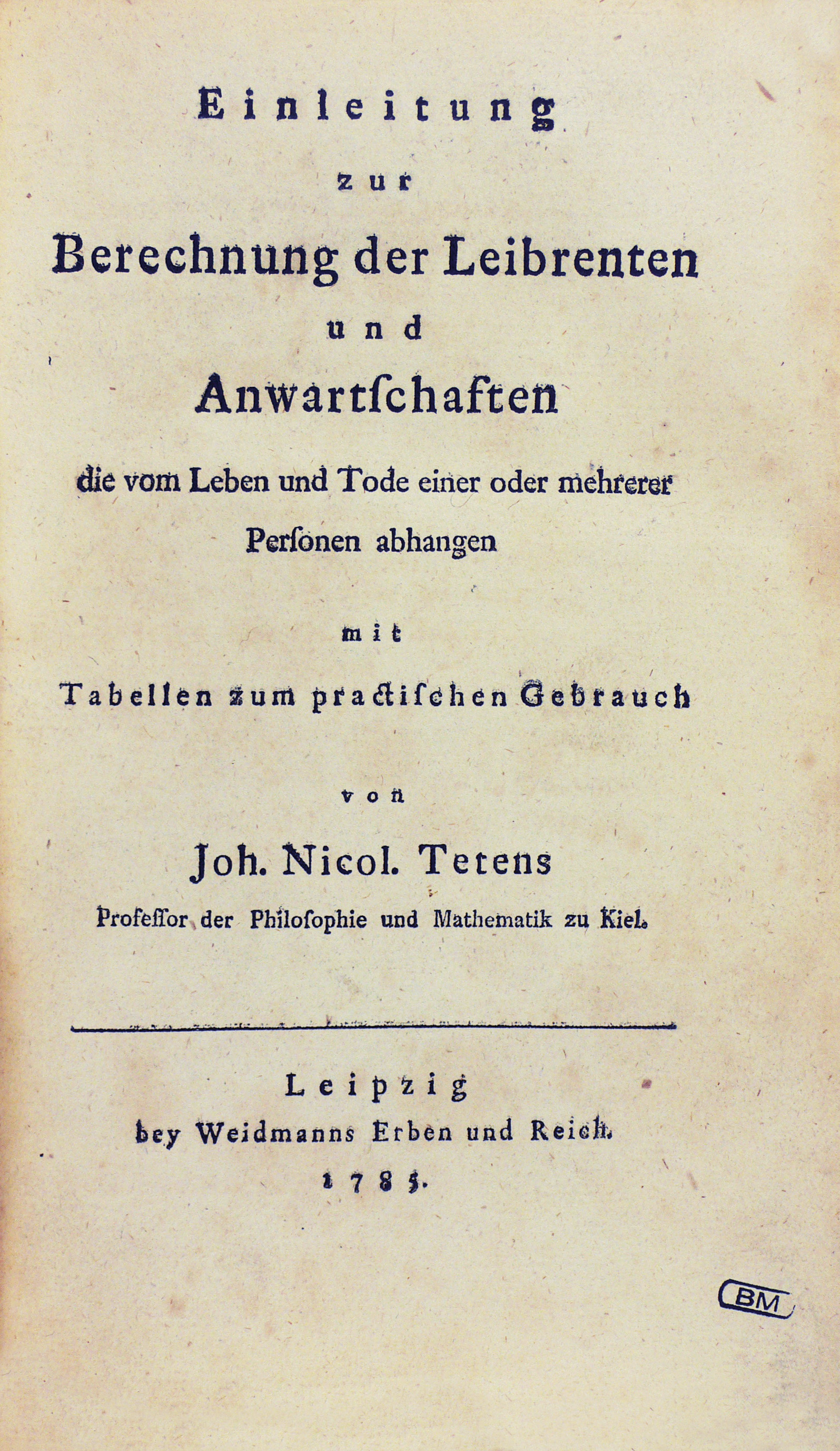
Einleitung zur Berechnung der Leibrenten, 1785.

### Obras de J. H. Tetens
- Gedanken von einigen Ursachen, warum in der Metaphysik nur wenige ausgemachte Wahrheiten sind, 1760.
- Abhandlungen von den Beweisen des Daseins Gottes, 1761.
- Über den Ursprung der Sprache und der Schrift, 1772. Reimpr.: Frankfurt a.M., Minerva-Verlag, 1985. (ISBN 3-86598-317-0)
- Über die allgemeine speculativische Philosophie, 1775.
- Philosophische Versuche über die menschliche Natur und ihre Entwicklung, 1777, 2 tomos.
- Einleitung zur Berechnung der Leibrenten und Anwartschaften, 2 partes, Leipzig 1785-1786.
- Reisen in die Marschländer der Nordsee, 1788

### Ediciones y compilaciones
- Die philosophischen Werke. Hildesheim-Zürich-New York, Olms, reimpr.
- Sprachphilosophische Versuche, Hrsg. von Heinrich Pfannkuch, 1971. (ISBN 3-7873-0253-0)
- Saggi filosofici e scritti minori, a cura di R. Ciafardone, L'Aquila 1983.

### Literatura secundaria
- Pierre-Charles Pradier, "L'actuariat au siècle des Lumières: risque et décisions économiques et statistiques", Revue économique 54 (2003): 139-156.
- M. Kuehn, Hume and Tetens, in «Hume Studies», 15, 1989.
- H. U. Baumgarten, Kant und Tetens. Untersuchungen zum Problem von Vorstellung und Gegenstand, Stuttgart 1992.